# CNCO
CNCO je latino-ameriška pop skupina ustanovljena 13. decembra 2015. 
Skupina, ki jo sestavlja pet fantov (Christopher Vélez, Richard Camacho, Joel Pimentel, Erick Brian Colón, Zabdiel De Jesús), je nastala v prvi sezoni pevskega šova La Banda, pod mentorstvom Ricky Martina. 

## Diskografija
- Primera Cita (2016)
- CNCO (2018)
- Que Quiénes Somos (2019)

## Koncerti in turneje

### Predskupina
2016: Ricky Martin's One World Tour
2017: Enrique Iglesias And Pitbull Tour

#### Prvi solo koncert
- 2016: Miami Beach

#### Svetovna turneja
- 2017: Más Allá Tour